# Desert Mounted Corps

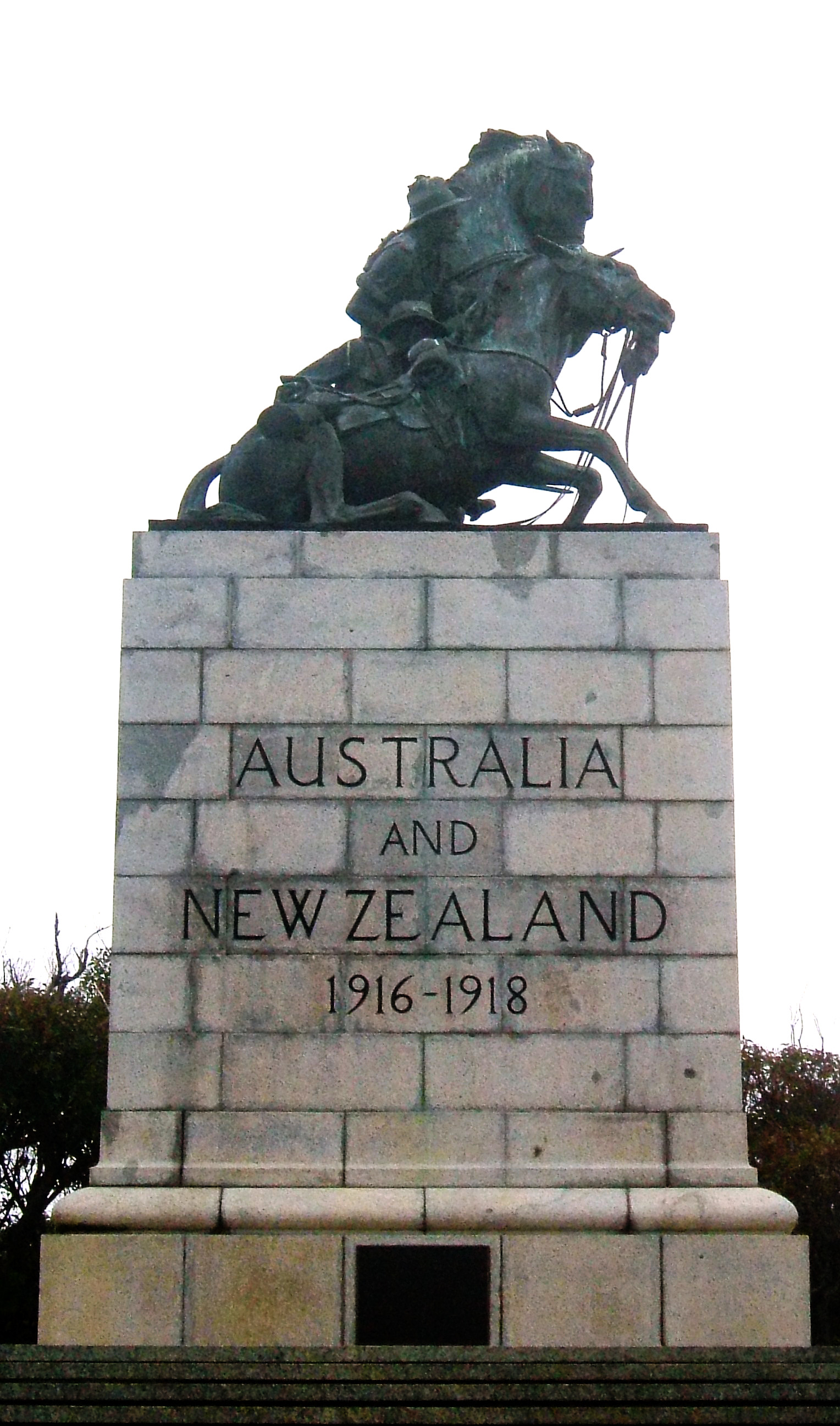
Mémorial du Desert Mounted Corps

Le Desert Mounted Corps était un corps d'armée des Alliés ayant servi durant la Campagne du Sinaï et de la Palestine en 1917 et 1918. Formé le 15 mars 1916 sous le nom de Australian and New Zealand Mounted Division sous le commandement du major-général Harry Chauvel, cette division montée fut intégrée à la Desert Colum en décembre 1916 avec les 42e et 52e divisions d'infanterie, sous le commandement du lieutenant-général Philip Chetwode.